# Lenguas kartu
Las lenguas kartu o kardu son un grupo de lenguas aborígenes de Australia hablandas en las regiones de Murchison y Gascoyne de Australia occidental. Se estima que están cercanamente emparentadas como para constituir un grupo filogenético. El término kartu proviene de la palabra para 'hombre' en una de estas lenguas. 

## Lenguas del grupo
Las lenguas clasificas dentro de las lenguas kartu son, de norte a sur:
- Yinggarda
- Malgana
- Nhanda (?)
- Wajarri
- Badimaya

La inclusión del nhanda en el grupo es dudosa. Fue excluido por Bowern & Koch (2004), but retained in Bowern (2011). Las lenguas kartu constituyen una rama de las lenguas pama-ñunganas.

## Comparación léxica
Los numerales en las diversas lenguas kartu son:
| GLOSA | Malgana   | Nhanda | Yinggarda       | Badimaya      | Wajarri | PROTO- KARTU |
| ----- | --------- | ------ | --------------- | ------------- | ------- | ------------ |
| '1'   | kutija    | kut̪ija | 'kud̪ijɐ         | 'kurijɐ       | 'kudijɐ | *kurija      |
| '2'   | kud̪ɐrɐ    | wut̪ɐr  | 'wud̪ɐrɐ         | 'kud̪ɐ         | 'kud̪ɐrɐ | *gut̪ara      |
| '3'   | maŋaranu  | maronu | 'mɐɳkuɖu        | 'mɐɳkur       | 'mɐɳkur | *maɳkuɖu     |
| '4'   | patanunpa |        | 'wud̪ɐdɐ 'wud̪ɐdɐ | kud̪ɐkud̪ɐrɐ    |         | *2+2         |
| '5'   |           |        |                 | 'mɐrɐ 'kudijɐ |         | *mara kurija |